# Marie von Ebner-Eschenbach

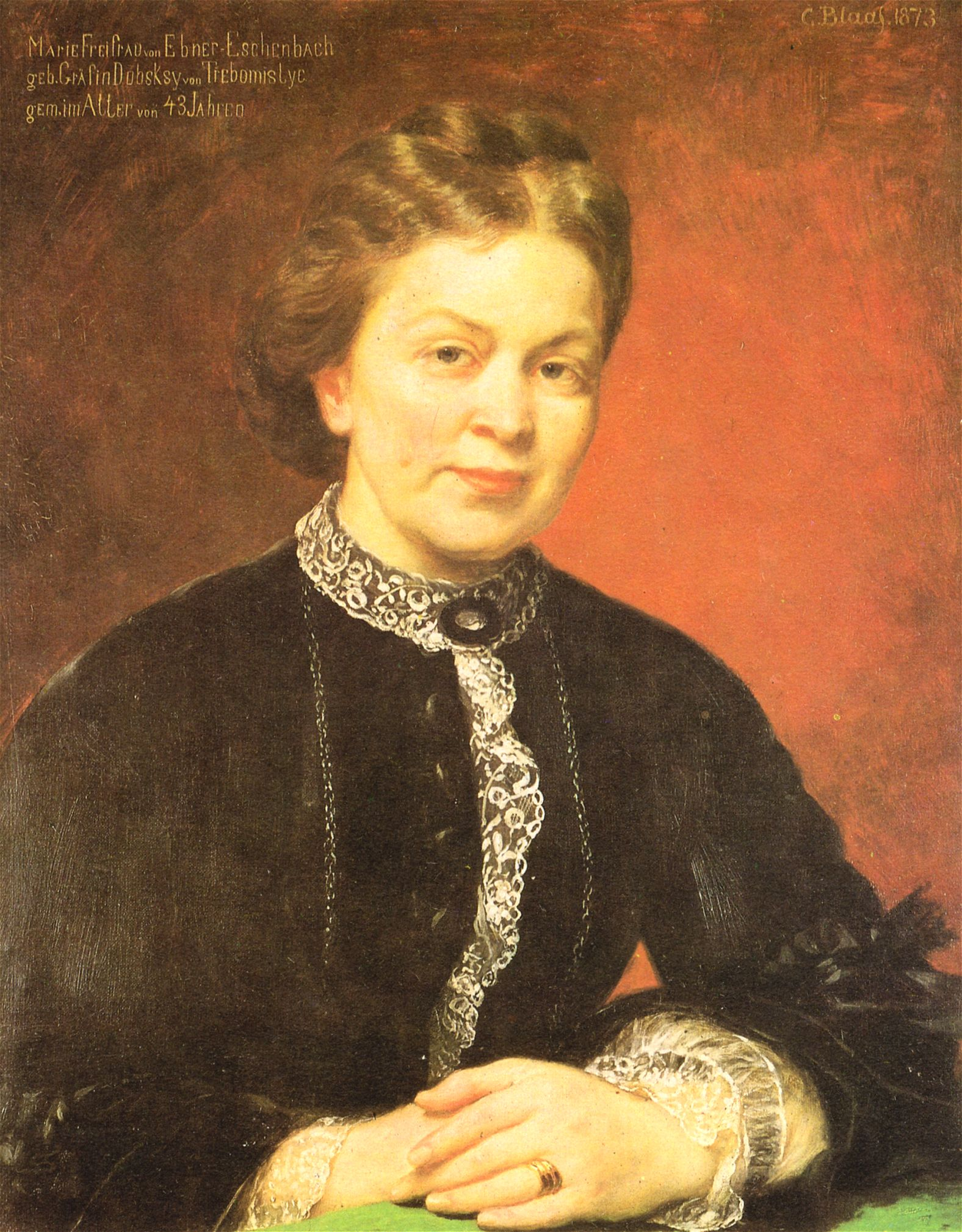
Karl von Blaas: Marie Freifrau von Ebner-Eschenbach, Öl auf Leinwand, 1873

Marie Ebner von Eschenbach (* 13. September 1830 auf Schloss Zdislawitz bei Kremsier in Mähren, Kaisertum Österreich als Marie Dubský von Třebomyslice; † 12. März 1916 in Wien) war eine österreichische Schriftstellerin und Freifrau. Ihre psychologischen Erzählungen gehören zu den bedeutendsten deutschsprachigen Beiträgen des 19. Jahrhunderts in diesem Genre.

## Leben

### Kindheit und Jugend

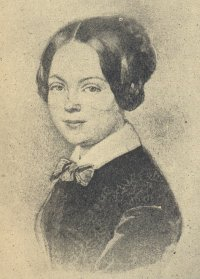
Jugendporträt von Marie von Dubský, spätere von Ebner-Eschenbach, um 1845, Urheber unbekannt

Marie  war die Tochter des Franz Baron Dubský, ab 1843 Graf Dubský, und seiner zweiten Frau Baronesse Marie von Vockel. Väterlicherseits hat sie ihre Wurzeln im alten böhmisch-katholischen Adelsgeschlecht der Dubský von Třebomyslice. Mütterlicherseits stammt sie vom Geschlecht der sächsisch-protestantischen Familie Vockel ab. Sie hatte sechs Geschwister, darunter den österreich-ungarischen General und Diplomaten Viktor Dubský von Třebomyslice.
Kurz nach ihrer Geburt starb ihre Mutter. Ihre erste Stiefmutter, Eugénie von Bartenstein, verlor sie als siebenjähriges Kind. Drei Jahre später heiratete Maries Vater in vierter Ehe die Gräfin Xaverine Kolowrat-Krakowsky, eine gebildete Frau. Diese erkannte und förderte das schriftstellerische Talent ihrer Stieftochter. Während die Familie jedes Jahr mehrere Monate in Wien lebte, nahm Xaverine ihre Stieftochter häufig mit ins Burgtheater und gab ihr literarische Anregungen.
Mit elf Jahren wurde Marie die Aufgabe zuteil, die Bücher ihrer verstorbenen Großmutter in der Bibliothek in Zdislawitz einzuordnen. Der Autor Moritz Necker beschreibt das so: Sie habe nach ihrer Wahl, ohne Leitung oder Störung, gelesen und es habe sich ihr Freigeist und ihre Unabhängigkeit von aller Metaphysik entwickelt.
Die Sommermonate verbrachte Marie bei ihrer Familie auf dem Schloss in Zdislawitz, und im Winter wohnte sie in Wien. Viele verschiedene Personen nahmen sich der Erziehung Maries an: mütterlicherseits ihre Großmutter, väterlicherseits ihre Tante Helen, tschechische Dienstmägde und deutsche und französische Gouvernanten. Folglich hatte sie das Glück, verschiedene Sprachen erlernen zu können: Deutsch, Französisch und Tschechisch, wobei Französisch ihre Muttersprache wurde.
Nach Ansicht Neckers hat Ebner-Eschenbach als adelige Frau davon profitiert, dass sie über den bürgerlichen Verhältnissen lebte, diese überschauen konnte und früh eine weite Sicht über staatliche Zustände erhielt. Mit der Schilderung der ihr vertrauten Aristokratie habe sie als Dichterin ein neues poetisches Gebiet eröffnet, worin sie auch viele Nachahmer gefunden habe.

### Partnerschaft

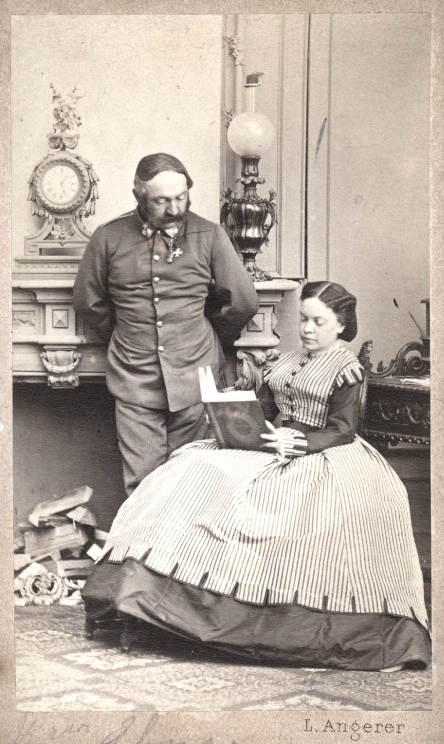
Mit ihrem Ehemann, um 1865

1848, mit achtzehn Jahren, heiratete Marie ihren Cousin Moritz von Ebner-Eschenbach, den Sohn ihrer Tante Helen. Sie zog zu ihrem fünfzehn Jahre älteren Mann nach Klosterbruck (tschechisch: Louka) bei Znaim in Südmähren. Ihr Ehemann war selbst ein gebildeter Mann und unterstützte Marie in ihrem Schriftstellerdrang. Moritz von Ebner-Eschenbach lehrte als Professor an der Ingenieur-Akademie in Wien Physik und Chemie, später wurde die Akademie an den Standort Znaim verlegt und in Genie-Akademie umbenannt. Er trat als Feldmarschallleutnant in den Ruhestand. Die Ehe der beiden blieb kinderlos.

### Dramatikerin und Schriftstellerin
1856 zog sie dauerhaft nach Wien, wo sie 1879 eine Uhrmacher-Ausbildung absolvierte, was für eine Frau damals ungewöhnlich war. Sie sammelte Formuhren; ihre Sammlung befindet sich im Uhrenmuseum in Wien. Im Laufe der Zeit wandte sie sich ganz der Literatur zu. Im Lauf von fast zwanzig Jahren schrieb sie (von Friedrich von Schiller inspirierte) Dramen, nämlich Gesellschaftsstücke und Lustspiele, mit denen sie leidlich erfolgreich war. Nachdem sie sich mit geringem Erfolg als Dramatikerin betätigt hatte, konnte sie 1876 mit Božena, ihrem ersten Kurzroman, Aufmerksamkeit auf sich ziehen. Sie konzentrierte sich nun allein auf die Schriftstellerei, was ihr Anerkennung verschuf. Mit Werken wie Lotti, die Uhrmacherin (1880), ihrer ersten von mehreren Veröffentlichungen in der Deutschen Rundschau, sowie den Aphorismen (1880) und den Dorf- und Schlossgeschichten (1883) gelang ihr schließlich der endgültige Durchbruch. Letztgenannte enthalten ihre bekannteste Novelle Krambambuli. Sie konzentrierte sich nun auf ihre erzählerischen Dichtungen, in denen man wichtige Elemente ihres sozialen Denkens und ihres politischen Bewusstseins findet.

### Literarischer Erfolg
Nachdem sie 1880 ihre Erzählung Lotti, die Uhrmacherin veröffentlicht hatte, hieß man sie auch in Verlagen willkommen. 1887 erschien ihr Roman Das Gemeindekind. Nach Meinung Moritz Neckers hat sie ihr ganzes Leben lang gegen etablierte Gedanken ihrer Zeit gekämpft. Sie habe nicht etwa geschrieben, um den Familienunterhalt zu finanzieren, sondern vielmehr mit der Inspiration und Überzeugung, ihre Schriften könnten die Gedanken ihrer Zeit verändern. Ihre Absicht sei es gewesen, Sittlichkeit und Humanismus zu vermitteln. Marie von Ebner-Eschenbach gehörte dem 1891 von Arthur Gundaccar von Suttner gegründeten österreichischen „Verein zur Abwehr des Antisemitismus“ an. Gleichwohl vermied sie es nicht, zeittypische antisemitische Klischees und Stereotype wie Physiognomie, ‚unsaubere‘ Geschäfte, von Materialismus geprägtes Denken bei der Beschreibung jüdischer Figuren in ihren Werken zu benutzen. Die Deutung der betreffenden Charakterbeschreibungen ist jedoch umstritten. Ihre Figuren und das Milieu spielen im Mährisch-Slawischen, in der kleinbürgerlich-bäuerlichen Gesellschaft.
Ab 1890 fand Marie von Ebner-Eschenbach mit ihren dialogischen Novellen ihren dramatischen Schreibstil. Mit ihren Werken Ohne Liebe (1888) und Am Ende (1895) erzielte sie in Berlin auf der Freien Bühne Erfolge. 1898 wurde sie mit dem höchsten zivilen Orden Österreichs, dem Ehrenkreuz für Kunst und Literatur, ausgezeichnet. 1900 erhielt sie als erste Frau ein Ehrendoktorat der Universität Wien. 1898 starb ihr Gatte. Im selben Jahr wurde das von ihr in Wien bewohnte Drei-Raben-Haus (zwischen Rabensteig 1 und Rotenturmstraße 21) im Zuge einer Straßenregulierung abgebrochen, und Ebner-Eschenbach zog nach Zdislawitz. Nach 1899 unternahm sie mehrere Reisen nach Italien und veröffentlichte 1906 ihre Erinnerungen Meine Kinderjahre. Aus Anlass ihres 70. Geburtstages veröffentlichte Fritz Mauthner eine Laudatio, in welcher er von „dem Dichter Marie v. Ebner-Eschenbach“ sprach, zitiert in einer Berliner Tageszeitung am 75. Geburtstag der Dichterin.

### Lebensende

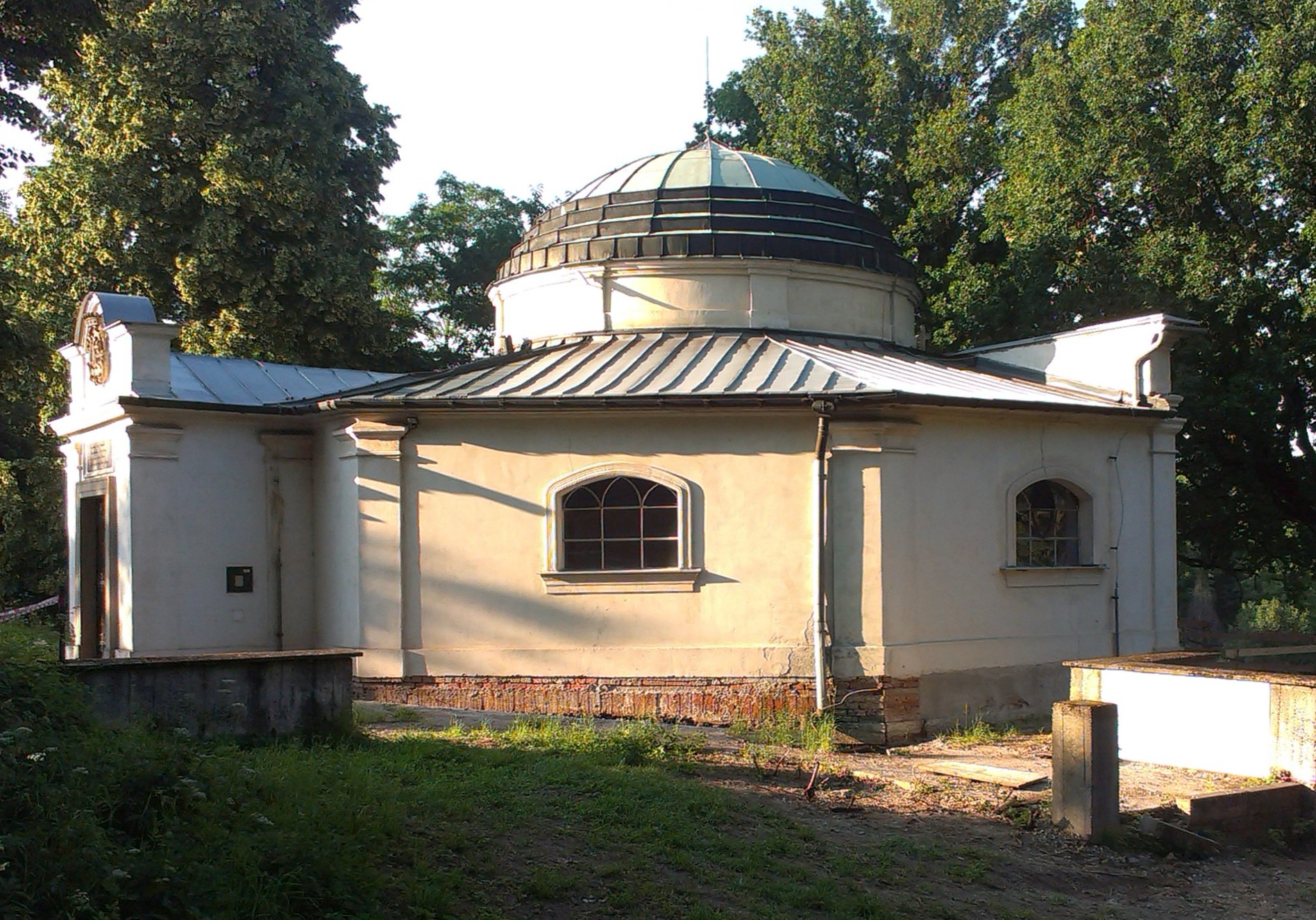
Familiengrab in Zdislavice

Marie von Ebner-Eschenbach starb am 12. März 1916 im Alter von 85 Jahren in ihrer Wohnung in Wien, Spiegelgasse 1, und wurde in der Familiengruft der Grafen Dubský, in Zdislawitz, beigesetzt. Das Schloss Zdislawitz war lange Zeit dem Verfall preisgegeben, das Mausoleum vernachlässigt und es gab kein Andenken an die Dichterin. Seit 2015 wird die Gruft mit dem anliegenden Park vom Czech National Trust renoviert und im Juni 2016 (anlässlich ihres 100. Todesjahrs) wurden Grab und Kapelle zugänglich gemacht. Die Arbeiten zur Renovierung der Anlage und Errichtung eines Denkmals sollen in den nächsten Jahren abgeschlossen werden. Das Schloss und der Schlosspark sind 2016 an einen privaten Eigentümer veräußert worden und seither komplett restauriert worden. Der Zustand von 1880 wurde so weit als möglich wiederhergestellt. Manchmal werden Besichtigungen ermöglicht.

## Ehrungen

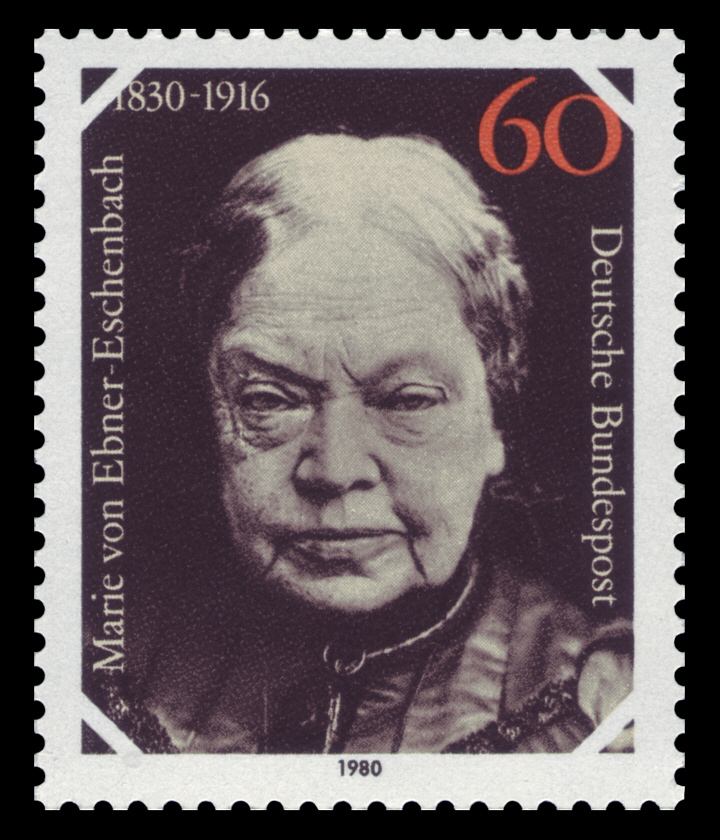
150. Geburtstag von Marie von Ebner-Eschenbach: Sonderbriefmarke der Deutschen Bundespost von 1980

- Gedenktafel an der Wiener Universität
- Ebner-Eschenbach-Park in Wien-Währing
- Schloss Lysice, dauerhafte Ausstellung  und ein Teil des Nachlasses
- Ebner-Eschenbach-Preis, 1910–1933, erster Literaturpreis für Frauen, von ihr gestiftet
- Die österreichische Post veröffentlichte anlässlich ihres 50. (1966) und 75. (1991) Todestages jeweils eine Sonderbriefmarke, die deutsche Post anlässlich ihres 150. Geburtstages (1980).
- Das Porträt Ebner-Eschenbachs sollte auch die Vorderseite der 5000-Schilling-Banknote der Serie von 1997 zeigen, was aber aufgrund der Euro-Einführung nicht geschah.[14]

## Rezeption
Ebner-Eschenbach gilt neben Annette von Droste-Hülshoff als eine der wichtigsten deutschsprachigen Schriftstellerinnen des 19. Jahrhunderts. Es hat sich jedoch heutzutage ein eher kritischer Blick auf ihr zeitgeschichtlich bedeutsames Werk etabliert, das als konservativ und harmonisierend interpretiert wird. Daniela Strigl fasst die Beurteilung der Autorin wie folgt zusammen: „Was vor gut hundert Jahren Gegenstand der Verehrung war, ist zum Rezeptionshindernis geworden.“

## Werke (Auswahl)

### Prosa
- Hirzepinzchen. Ein Märchen. Illustriert von Robert Weise. Union Deutsche Verlagsgesellschaft, Stuttgart/Berlin/Leipzig o. J.
- Aus Franzensbad. 6 Episteln von keinem Propheten. Briefnovelle. Lorck, Leipzig 1858. online
- Die Prinzessin von Banalien. Ein Märchen. Rosner, Wien 1872. online
- Božena. Erzählung. Cotta, Stuttgart 1876. online
- Die Freiherren von Gemperlein. Novelle, 1878. online
- Lotti, die Uhrmacherin. Novelle. In: Deutsche Rundschau. 1880. online
- Er lässt die Hand küssen. Erzählung, 1877
- Dorf- und Schloßgeschichten. 1883 (Erzählungen; darin Der Kreisphysikus, Jacob Szela, Krambambuli, Die Resel, Die Poesie des Unbewußten). online
- Zwei Comtessen. Franz Ebhardt, Berlin 1885 (Erzählung).
- Neue Dorf- und Schloßgeschichten. Paetel, Berlin 1886 (Erzählungen; darin Die Unverstandene auf dem Dorfe, Er laßt die Hand küssen, Der gute Mond).
- Das Gemeindekind. 1887 (Roman). online
- Ohne Liebe, dialogisirte Novelle, Lustspiel, 1888
- Unsühnbar. Paetel, Berlin 1890 (Online beim Projekt Gutenberg – Erzählung, 164 Seiten).
- Unsühnbar im Projekt Gutenberg-DE
- Drei Novellen. 1892 (darin Oversberg).
- Glaubenslos? Erzählung. Paetel, Berlin 1893. Neuausg. online
- Das Schädliche. Die Totenwacht. Zwei Erzählungen. Paetel, Berlin 1894. online
- Rittmeister Brand. Bertram Vogelweid. Zwei Erzählungen. Paetel, Berlin 1896. online
- Alte Schule. Paetel, Berlin 1897 (Erzählungen; darin Ein Verbot, Der Fink, Eine Vision, Schattenleben, Verschollen).
- Aus Spätherbsttagen. Erzählungen. Paetel, Berlin 1901. (darin Der Vorzugsschüler, Maslans Frau, Fräulein Susannens Weihnachtsabend, Uneröffnet zu verbrennen, Die Reisegefährten, Die Spitzin, In letzter Stunde, Ein Original, Die Visite) online
- Agave. Paetel, Berlin 1903 (Roman). online
- Die unbesiegbare Macht. Zwei Erzählungen. Paetel, Berlin 1905. online

### Bühnenstücke
- Maria Stuart in Schottland. Schauspiel in fünf Aufzügen. Ludwig Mayer, Wien 1860. online
- Die Schauspielerin. Drama in drei Aufzügen. Wien 1861. online
- Die Veilchen. Lustspiel in einem Aufzug. Wallishausser, Wien 1862. online
- Marie Roland. Trauerspiel in 5 Aufzügen. Wallishausser, Wien 1867. online
- Doctor Ritter. Dramatisches Gedicht in einem Aufzug. Jasper, Wien 1869. online
- Das Waldfräulein. Lustspiel in drei Aufzügen. Wien 1873. online
- Männertreue. Lustspiel in vier Aufzügen. Wallishausser, Wien 1874. online
- Ohne Liebe. Lustspiel in einem Akt. Bloch, Berlin 1891. online
- Am Ende. Szene in 1 Aufzug. Bloch, Berlin 1897. online

### Weitere
- Aphorismen. Franz Ebhardt, Berlin 1880. online
- Meine Uhrensammlung. In: Velhagen und Klasings Monatshefte. Jg. 10 (1895/96), Bd. 1, Heft 5, Januar 1896, S. 531–540.
- Meine Kinderjahre. Biographische Skizzen. Paetel, Berlin 1906. online
- Altweibersommer. Paetel, Berlin 1909. online
- Letzte Worte. Hrsg. v. Helene Bucher[15]. Wien/Leipzig/München, 1923.

### Werkausgaben
- Gesammelte Werke. Paetel, Berlin 1893.
  - Band 1: Aphorismen : Parabeln, Märchen und Gedichte. 1893.
  - Band 2: Dorf- und Schloßgeschichten. 1893.
  - Band 3: Erzählungen 1. 1893.
  - Band 4: Erzählungen 2. 1893.
  - Band 5: Das Gemeindekind. 1893.
  - Band 6: Unsühnbar. 1893.
- Gesammelte Werke in drei Bänden. Hrsg. von Johannes Klein. Nach dem Text der ersten Gesamtausgabe Berlin 1893. Winkler, München.
  - Band 1: Das Gemeindekind. 1956.
  - Band 2: Kleine Romane. 1957.
  - Band 3: Erzählungen, autobiographische Schriften. 1958.
- Gesammelte Werke. Ungekürzt und unter Zugrundelegung der Erstdrucke sowie der Gesammelten Schriften und der Sämtlichen Werke hrsg. und mit Anmerkungen versehen von Edgar Groß. 9 Bände. Nymphenburger Verlags-Handlung, München.
  - Band 1: Erzählungen 1. 1961.
  - Band 2: Erzählungen 2. 1961.
  - Band 3: Erzählungen 3. 1961.
  - Band 4: Božena : Roman. 1961.
  - Band 5: Lotti, die Uhrmacherin. 1961.
  - Band 6: Das Gemeindekind. 1961.
  - Band 7: Unsühnbar. 1961.
  - Band 8: Meine Kinderjahre : Biographische Skizzen. 1961.
  - Band 9: Aphorismen. Aus einem zeitlosen Tagebuch. Altweibersommer. Parabeln und Märchen. 1961.
- Leseausgabe in vier Bänden. Herausgegeben von Evelyne Polt-Heinzl, Daniela Strigl und Ulrike Tanzer. Residenz Verlag, Salzburg 2014/2015. Taschenbuchausgabe:
  - Band 1: Aus Franzensbad. Das Gemeindekind. Mit einem Vorwort und Kommentar von Ulrike Tanzer. 2019, ISBN 978-3-7017-1721-7.
  - Band 2: Lotti, die Uhrmacherin. Unsühnbar. Mit einem Vorwort und Kommentar von Evelyne Polt-Heinzl. 2019, ISBN 978-3-7017-1722-4.
  - Band 3: Božena. Der Vorzugsschüler. Hrsg. und mit einem Vorwort von Daniela Strigl. 2020, ISBN 978-3-7017-1723-1
  - Band 4: Erzählungen und Aphorismen. 2020, ISBN 978-3-7017-1724-8

### Ausgaben seit dem 21. Jahrhundert (Auswahl)
- Aphorismen. (= Reclam Universal-Bibliothek. Band 8455). Reclam, Ditzingen 2004, ISBN 3-15-008455-5; Insel-Taschenbuch, Frankfurt 2008, ISBN 978-3-458-08543-0.
- Das Gemeindekind (= Reclam Universal-Bibliothek. Band 8056). Reclam, Ditzingen 2004, ISBN 978-3-15-008056-6
- Krambambuli. Die Geschichte eines Hundes. Mit Illustrationen von Lucie Müllerová, Vitalis, Prag 2020, ISBN 978-3-89919-792-1
- Krambambuli. Bibliothek der Provinz, Weitra 2003, ISBN 3-85252-097-5.
- Krambambuli und andere Erzählungen (= Reclam Universal-Bibliothek. Band 7887). Reclam, Ditzingen 2003, ISBN 978-3-15-007887-7
- Krambambuli und andere Tiergeschichten: Die Spitzin, Der Fink. Hamburger Lesehefte Heft 71, Hussum, 2009, ISBN 978-3-87291-070-7.
- Die Liebe hat immer Recht. Hundert Worte. Herausgegeben von Wilhelm Mühs. Neue Stadt, München/Zürich/Wien 2002, ISBN 3-87996-549-8
- Lotti, die Uhrmacherin. Herausgegeben von Marianne Henn (= Reclam Universal-Bibliothek. Band 7463). Reclam, Stuttgart 1999, ISBN 3-15-007463-0
- Meistererzählungen. Mit einem Anhang: Aphorismen und Erinnerungen. Nachwort von Albert Bettex. Manesse, Zürich 1953; Neuausgabe ebd., 1990, ISBN 3-7175-1104-1.
- Novellen und Tiergeschichten. ISBN 3-85068-112-2.
- Tagebücher 1862–1916 [kritisch herausgegeben und kommentiert, Band 1–6]. de Gruyter, Berlin u. a. 1989–1997, ISBN 3-484-10598-4, ISBN 3-484-10599-2, ISBN 3-484-10600-X, ISBN 3-484-10601-8, ISBN 3-484-10602-6, ISBN 3-484-10603-4.
- Marie von Ebner-Eschenbach, Josephine von Knorr: Briefwechsel 1851–1908. 2 Bände, kritische und kommentierte Ausgabe. Herausgegeben von Ulrike Tanzer und anderen. De Gruyter, Berlin 2016, ISBN 978-3-05-005907-5.
- Marie von Ebner-Eschenbach: Wo wäre die Macht der Frauen, wenn die Eitelkeit der Männer nicht wäre? Aphorismen. Illustriert von Jutta Mirtschin. Steffen Verlag, Berlin 2017. ISBN 978-3-941683-76-1
- Korrespondenz mit Arthur Schnitzler, 2 Briefe von ihr an Schnitzler. In: Arthur Schnitzler: Briefwechsel mit Autorinnen und Autoren. Digitale Edition. Hg. Martin Anton Müller, Gerd Hermann Susen und Laura Untner, online

### Hörspiele
- 1953: Am Ende – Bearbeitung: Georg Schaukal; Regie: Werner Riemerschmid (Hörspielbearbeitung – ORF)
- 1956: Die Kapitalistinnen – Bearbeitung: Erich Fortner; Regie: Nicht angegeben (Hörspielbearbeitung – ORF)
- 1965: Die Reisegefährten – Regie: Edmund Steinberger (Hörspielbearbeitung – BR)
- 1978: Die Freiherren von Gemperlein – Bearbeitung: Christoph Prochnow; Regie: Walter Niklaus (Hörspielbearbeitung – Rundfunk der DDR)
- 1979: Am Ende – Bearbeitung und Regie: Klaus Gmeiner (Hörspielbearbeitung, Kurzhörspiel – ORF/SFB)
- 1987: Das Gemeindekind (2 Teile) – Bearbeitung: Heide Reinhold; Regie: Joachim Staritz (Hörspielbearbeitung, Kinderhörspiel – Rundfunk der DDR)
- 1989: Die Prinzessin von Banalien – Bearbeitung: Barbara Köhler, Regie: Peter Brasch (Hörspielbearbeitung, Kinderhörspiel – Rundfunk der DDR)
- 1990: Nach dem Tode – Bearbeitung: Anni Stern; Regie: Hans Rochelt (Hörspielbearbeitung – ORF)
- 1992: Komtesse Paula – Bearbeitung und Regie: Reinhard Prosser und Gerda Eisendle (Hörspielbearbeitung – ORF)
- 2008: Das Gemeindekind (5 Teile) – Bearbeitung und Regie: Götz Fritsch (Hörspielbearbeitung – ORF/MDR)

### Hörbuch
- Erzählungen, Märchen, Parabeln. Buch und Hörbuch, gelesen von Birgit Minichmayr, Otto Mellies, Dagmar von Thomas, Essay von Hartmut Köhler. Sinus Verlag, Kilchberg 2011, ISBN 978-3-905721-92-8 (3 CD, 235 Min.)

### Verfilmungen
- 1940: Krambambuli – Spielfilm
- 1998: Krambambuli – Fernsehfilm